# Le Diamant

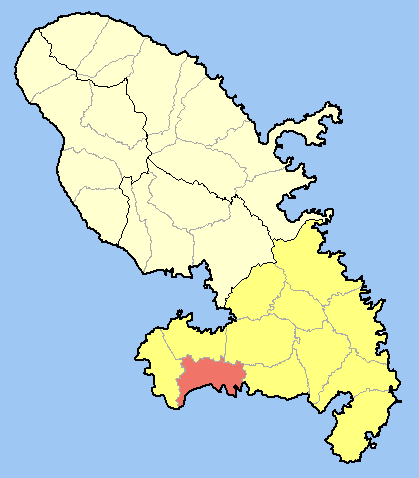
Situació de Le Diamant

Le Diamant és un municipi francès, situat a la regió de Martinica. El 2009 tenia 5.475 habitants. Rep el nom pel seu penyal amb forma de diamant que els anglesos van utilitzar en 1804 com base naval i militar.

## Administració
| Període | Identitat        | Partit                            |
| ------- | ---------------- | --------------------------------- |
| ?-2008  | Serge Larcher    | Federació Socialista Martiniquesa |
| 2008-   | Gilbert Eustache | RDM                               |